# Битва під Бергамо (464)
Битва під Бергамо — битва між аланами й Західною Римською Імперією у 464 році. У 464 році, аланський князь Беоргор очолив вторгнення у Північну Італію, прямуючи своїм військом у долину річки По. У Бергамо, недалеко від Мілана, Беогор зіткнувся з римським військом Рицимера 6 лютого 464 року. Після запеклих боїв алани були розгромлені й Беогор був вбитий.